# Semiothisa eurytaenia
Semiothisa eurytaenia är en fjärilsart som beskrevs av Eugen Wehrli 1932. Semiothisa eurytaenia ingår i släktet Semiothisa och familjen mätare. Inga underarter finns listade i Catalogue of Life.